# Scythie
 (mars 2017).
Si vous disposez d'ouvrages ou d'articles de référence ou si vous connaissez des sites web de qualité traitant du thème abordé ici, merci de compléter l'article en donnant les références utiles à sa vérifiabilité et en les liant à la section « Notes et références ».

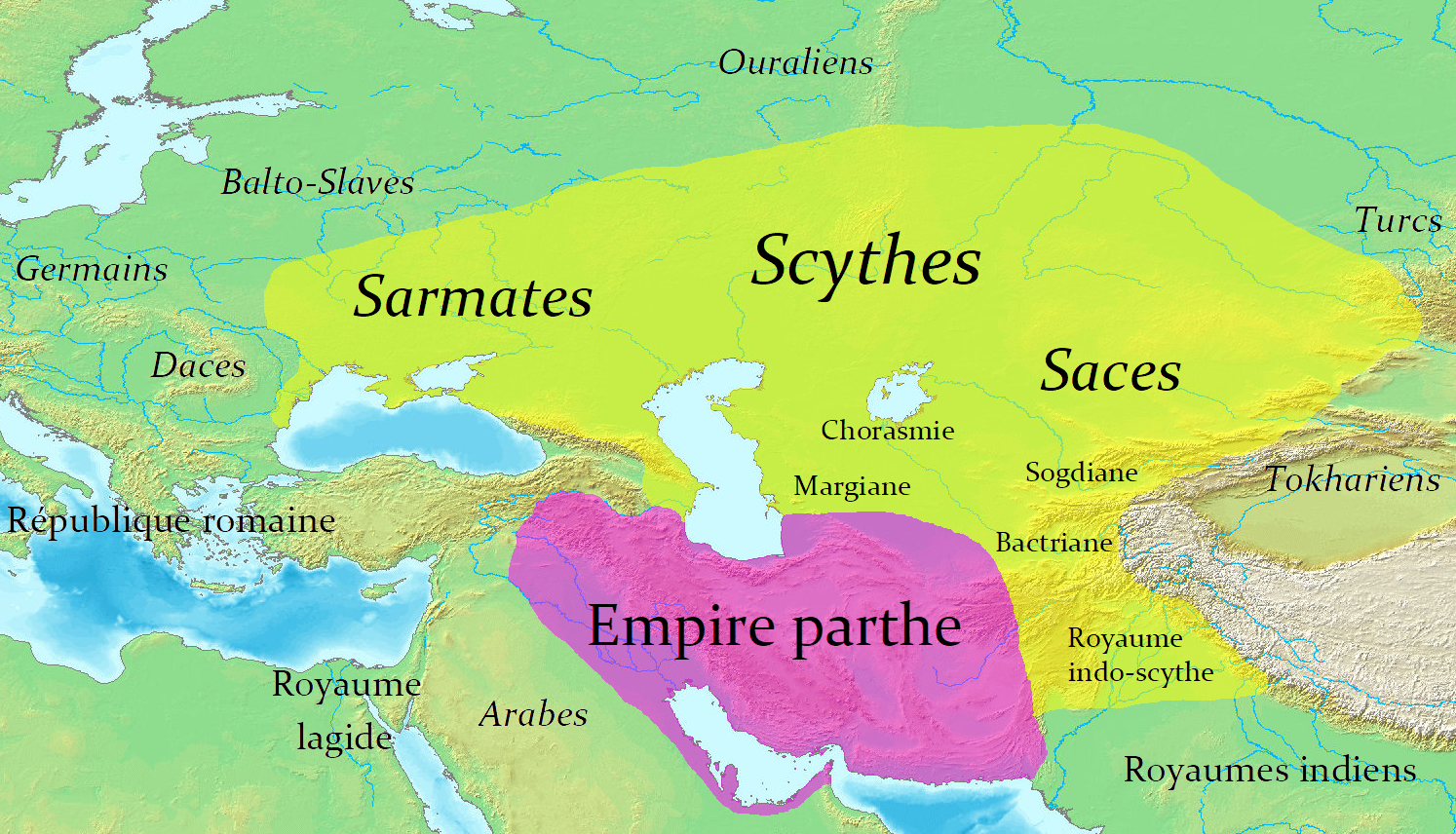
Carte de la Scythie en 100 av. J.-C.

La Scythie (en grec Σκυθία Skuthia) est le territoire habité par les Scythes du VIIIe siècle av. J.-C. au IIe siècle.

## Histoire
Selon Hérodote, les Scythes habitaient originellement de l'autre côté de l'Araxe, qui désignerait l'actuelle Volga. Ils chassèrent de la steppe pontique les Cimmériens, un peuple proto-scythe qui a laissé son nom à la Crimée, du nord de la mer Noire. Ce nom viendrait du grec ϰιμή (kimè) désignant les « marges » ou le « bout du monde ». Poursuivant les Cimmériens, les Scythes poussèrent vers l'Anatolie et les Balkans, avant d'atteindre l'Assyrie, où ils s'allièrent au roi Assurbanipal contre les Mèdes (669 à 626 av. J.-C.). Les textes assyriens ont donné les noms de deux chefs scythes : Iskpakāy et Partatûa. Changeant ensuite d'alliance, les Scythes contribuèrent à la chute des Assyriens. Puis ils dominèrent et pillèrent la Mésopotamie et la Judée pendant 28 ans, laissant des traces archéologiques de leur présence, tel le trésor de Ziwiyé. Ils ont également envahi l’Égypte où le pharaon Psammétique Ier vint à leur rencontre et acheta leur départ. Ils retournèrent alors dans la steppe pontique. L'archéologie montre que les Scythes étaient établis dans cette région au début du VIIe siècle av. J.-C. Les linguistes pensent que le nom antique de la mer Noire, Πόντος ευξεινός (Pontos euxinos) en grec, Pontus euxinus en latin ou Pont-Euxin, vient du scythe axaina (« bleu sombre »).
Les Scythes ont également pénétré en Europe centrale, où de nombreuses traces archéologiques de leur présence sont attestées, notamment en Transylvanie et dans la plaine hongroise. Les habitats fortifiés de la culture proto-celte de Hallstatt, en Slovaquie, furent attaqués par les Scythes dans la seconde moitié du VIIe siècle av. J.-C. Leur présence est également attestée en Pologne et en Tchéquie (kourganes avec trésors scythes). On les soupçonne d'être à l'origine de la chute de la culture lusacienne.

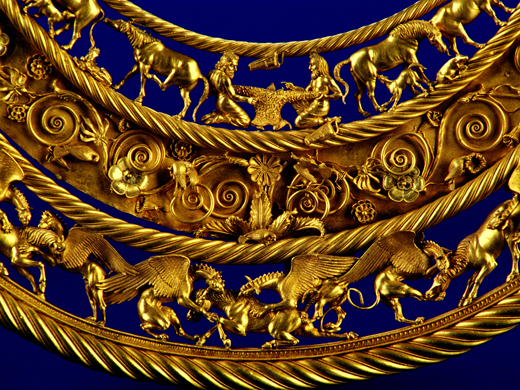
Le collier-pectoral gréco-scythe en or du Kourgane royal de Tovsta Mohyla, Ukraine - seconde moitié du ;

À cette époque, les Grecs fondent des colonies au nord de la mer Noire, comme la cité d'Olbia pontique où séjourne Hérodote. Cette présence grecque au Nord de la Mer Noire met les Scythes en contact direct avec la civilisation grecque. Leurs relations commerciales, culturelles et artistiques ont été très intenses. Une véritable culture gréco-scythe, riche en productions, a fleuri sur le territoire de l'actuelle Ukraine et de la Crimée, en dépit des inévitables conflits entre les Grecs sédentaires et les Scythes nomades. Le terme « Scythe » désigne parfois au sens strict seulement ces Scythes de la mer Noire qui formaient un sous-groupe distinct parmi les peuples scythiques. Mais les Grecs utilisaient nommaient également ainsi l'ensemble des populations scythiques d'Asie. Les deux populations n'entretiennent pas de relations continues, mais se rencontrent au gré de la remontée des fleuves par les marchands grecs.
L'armée perse compte de nombreux Scythes d'Asie centrale (Saces ou Sakas) durant les guerres médiques contre les Grecs, qui se distinguèrent aux batailles de Marathon et de Platées.
Au IVe siècle av. J.-C., un roi scythe, Ateas, rassembla sous son autorité de vastes territoires scythes d'Europe, entre le Danube et la mer d'Azov. Il tenta une expansion vers l'ouest, qui fut peut-être liée à une pression exercée à l'est par les Sarmates venus de l'actuel Kazakhstan occidental. En 339 av. J.-C., à l'âge de 90 ans, Ateas fut tué par les Macédoniens, sous Philippe II de Macédoine, lors d'une bataille sur le Danube.
Au IIIe siècle av. J.-C., les Sarmates repoussèrent les Scythes de la steppe pontique en Crimée, et les remplacèrent dans la majeure partie des steppes européennes. Sédentarisés et hellénisés, les anciens Scythes de la mer Noire constituèrent sous l'autorité du roi Scilurus un royaume réduit, entre le bas Dniepr et le nord de la Crimée. La cité grecque d'Olbia pontique, l'un des plus importants ports d'échange de la Scythie vers la Méditerranée, fut intégrée comme vassale de ce royaume mixte gréco-scythe dont la capitale était Neapolis. Les Scythes de la mer Noire ont constitué une ethnie distincte jusqu'au IIIe siècle de l'ère chrétienne.
D'autres peuples scythiques plus tardifs, et notamment dérivés des Sarmates, ont joué un rôle dans l'histoire européenne, durant l'Antiquité tardive et jusqu'aux grandes invasions, comme les Iazyges, les Taïfales, les Roxolans et les Alains.

## La Scythie dans la culture
Boccace et Geoffrey Chaucer situèrent en Scythie le royaume des Amazones. Dans l’univers du cinéma, les personnages originaires de Scythie sont plutôt négatifs, tels le Kurgan dans Highlander.
L'auteur de jeu à succès Shem Phillips sort en 2021 Pillards de Scythie, un jeu de société de plateau (jeu de pose d'ouvriers) qu'il situe au début du premier millénaire et dans lequel les joueurs incarnent des pillards venus de Scythie pour mener des raids sur des colonies assyriennes, perses, grecques et cimmériennes. 
La Scythie fait partie du jeu de stratégie au tour par tour Civilization VI, dans lequel les joueurs incarnent un dirigeant pour développer leur peuple. La Scythie est représentée par Tomyris. 
Elle est aussi rapidement évoquée dans le livre Zadig ou la Destiné. 

## Géographie
Selon Lucien de Samosate, le Tanaïs (l'actuel Don) marque la limite entre le territoire des Scythes à l'Ouest et celui des Sauromates à l'Est. Sa localisation et son étendue ont varié au cours des siècles. Sous la plume des auteurs classiques de la Littérature antique, le terme de Scythie a pu désigner :
- la steppe pontique : actuels Kazakhstan, Russie méridionale et Ukraine ;
- la Ciscaucasie, en Russie méridionale et Azerbaïdjan ;
- la Sarmatie, correspondant à l'actuelle Ukraine et à la plaine polono-biélorusse.

On rencontre aussi le terme de « Petite Scythie », qui peut renvoyer à :
- une partie de la Tauride et au pays situé plus au nord jusqu'au Borysthène (actuelle Ukraine du Sud-Ouest) ;
- une partie de la Mésie entre le bas-Danube à l'Ouest et le Pont-Euxin à l'Est, soit l'actuelle Dobroudja qui a formé une province romaine, la Scythia Minor (Scythie mineure) comprise dans la préfecture d'Orient et le diocèse de Thrace, et dont le chef-lieu était Tomis.